# Autographa solida
Autographa solida är en fjärilsart som beskrevs av Ottolengui 1902. Autographa solida ingår i släktet Autographa och familjen nattflyn. Inga underarter finns listade i Catalogue of Life.